# Paczków
Paczków (uitspraak patsjkoef, Duits: Patschkau) is een stad in het Poolse woiwodschap Opole, gelegen in de powiat Nyski. De oppervlakte bedraagt 6,6 km², het inwonertal 8226 (2005). Tot 1945 behoorde de stad als Patschkau (Kreis Neisse O.S.) tot Duitsland.

## Verkeer en vervoer

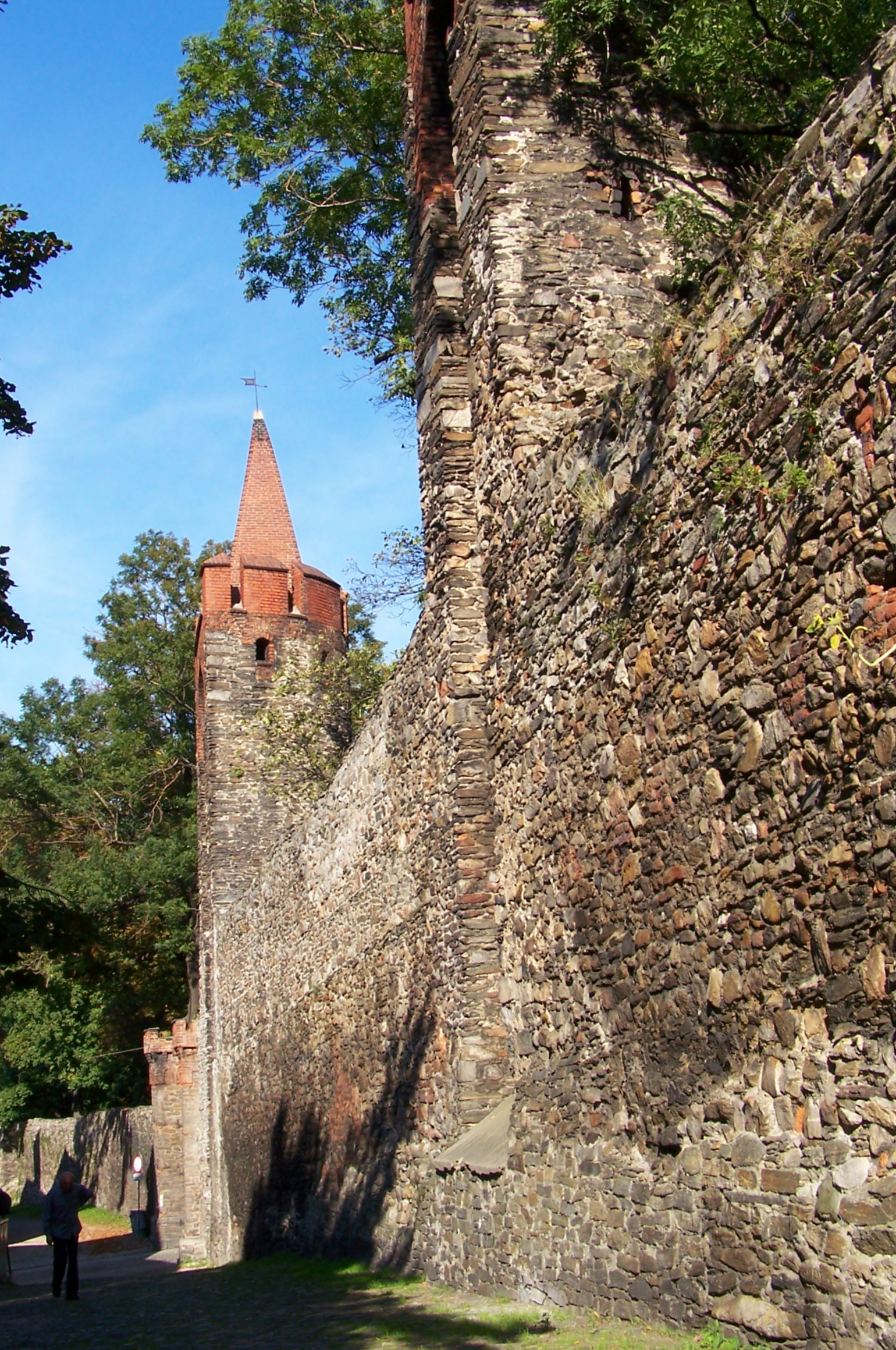
Paczków

- Station Paczków